# Ådnøyna
Ådnøyna, est une île dans le landskap Sunnhordland du comté de Vestland. Elle appartient administrativement à Lindås.

## Géographie
Rocheuse et couverte d'arbres, à fleur d'eau, elle s'étend sur environ 1,357 km de longueur pour une largeur approximative maximale de 515 m.  